# Marie de Savoie (1448-1475)
 (décembre 2019).
Marie de Savoie, comtesse de Saint-Pol, de Brienne, de Ligny et de Conversano (20 mars 1448-1475) était la deuxième épouse de Louis de Luxembourg-Saint-Pol, connétable de France. Elle était une des filles de Louis Ier de Savoie et d'Anne de Lusignan.

## Famille et mariage
Marie de Savoie est née le 20 mars 1448. Elle est la treizième des 19 enfants du duc Louis Ier de Savoie et d'Anne de Lusignan. 
En 1454, à l'âge de six ans, elle est fiancée à Filippo Maria Sforza, fils de Francesco Sforza, duc de Milan, et de Blanche Marie Visconti. Le contrat était daté du 13 décembre 1454.  Pour des raisons inconnues, les fiançailles ont été annulées et il a épousé sa cousine Costanza Sforza. 
En 1466, elle épouse Louis de Luxembourg-Saint-Pol, comte de Saint-Pol, de Brienne, de Ligny et de Conversano, connétable de la France (1418-1475). Le contrat de mariage était daté du 1er août 1466. Elle était sa seconde épouse (non indiquée par Guichenon, mais indiquée tout en n'étant point nommée Marie dans la chronique de Symphorien Champier (1516)[réf. à confirmer], la première, Jeanne de Marle, étant décédée en 1462. Ensemble, Louis et Marie eurent trois enfants : 
- Louis de Luxembourg (1467-1503), duc d'Andria, et de Venosa, prince d'Altamura, épouse Aliénor de Guevara et Beaux, princesse d'Altamura. Il était gouverneur de Picardie et lieutenant général de l'armée française.
- Jeanne de Luxembourg-Saint-Pol, religieuse à Gand
- Charles (1475), meurt à Cambrai peu après l'exécution de son père.

Louis avait sept enfants de sa première épouse, dont Pierre II de Luxembourg-Saint-Pol, marié à la sœur aînée de Marie, Marguerite de Savoie. Il avait également huit enfants illégitimes, dont Gilles de Luxembourg de sa maîtresse Catherine de Faveine, ainsi que Robert de Luxembourg.  
Marie meurt dans son château de Bohain en 1475, année où son mari est décapité pour trahison contre le roi Louis XI. Elle est enterrée dans la collégiale de Saint-Quentin.